# Герб Пушкино
Герб городско́го поселе́ния Пу́шкино является официальным символом городского поселения Пушкино Пушкинского муниципального района Московской области.
Герб и положение о Гербе утверждены 24 июня 2010 года Решением Совета депутатов городского поселения Пушкино Пушкинского муниципального района Московской области от 24 июня 2010 г. № 94/10/2 «О гербе городского поселения Пушкино Пушкинского муниципального района Московской области».

## Первый герб

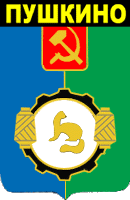
с 1975 по 2002

Первый герб города был утверждён исполнительным комитетом городского Совета депутатов трудящихся 10 июня 1975 года.
Главным элементом герба является эмблема нерушимого союза рабочего класса и крестьянства — «Серп и молот». Основой герба является геральдический щит, разделённый по вертикали на две полосы: синюю и зеленую. Сочетание красного цвета эмблемы «Серп и молот» и синего означает принадлежность города к Российской Федерации, а зелёная полоса — символ зелёной зоны Подмосковья и развитого сельскохозяйственного производства. В центре герба расположена геральдическая символика: соболь — олицетворение производства пушнины, катушки бобины отражают другую специфику — прядильно-ткацкое производство, часть шестерни символизирует другие виды промышленности.
Автор герба: В. И. Андрушкевич.

## Второй герб

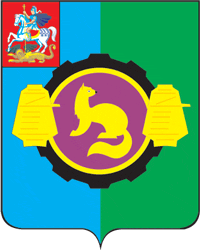
с 2002 по 2008

Второй герб города почти точно повторяет образец 1975 года, но эмблема «Серп и молот» на красном поле была удалена. Эта версия герба была утверждена решением Совета депутатов Пушкинского района № 294/34 от 25 января 2002 года.

Геральдическое описание герба: 
В рассечённом лазурью (синим, голубым) и зеленью поле узкое чёрное кольцо, стенозубчатое снаружи, окаймлённое золотом и заполненное пурпуром; внутри кольца — обернувшийся сидящий золотой соболь, и по сторонам от него поверх кольца — две золотые бобины ниток.
Герб внесён в Государственный геральдический регистр под № 934.
Авторская группа: Владимир Андрушкевич, К. Мочёнов (доработка), Галина Туник (обоснование), Юрий Коржик (компьютерная обработка).
После муниципальной реформы этот герб сохранил за собой Пушкинский район. Для городского поселения «город Пушкино» был разработан другой герб.

## Третий герб

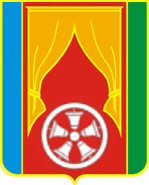
с 2008 по 2009

Третья редакция Герба города Пушкино и Положение о нём утверждены Решением Совета депутатов города Пушкино Московской области № 180/35 от 29 декабря 2008 года.

Автор герба: Александр Афанасьевич Колотилов.

## Четвёртый герб

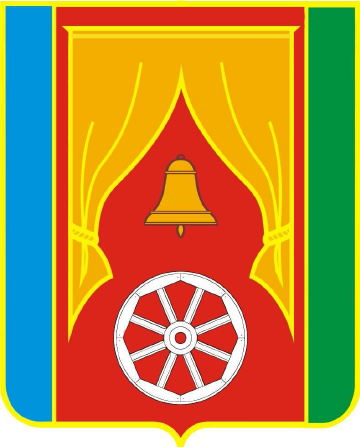
с 2009 по 2010

Четвёртая редакция Герба города Пушкино и Положение о нём утверждены Решением Совета депутатов города Пушкино Московской области № 253/44 от 23 июля 2009 года.

Геральдическое описание герба: 
В червлёном поле с правым лазоревым краем, окаймлённым внутри золотом и с левым изумрудным краем, окаймлённым внутри золотом, золотой реут (колокол), сопровождаемый вверху золотой ионической колонной со стропилообразным вырезом в виде раскрытого занавеса, и внизу серебряным колесом.
Автор герба: Александр Афанасьевич Колотилов.

## Пятый герб

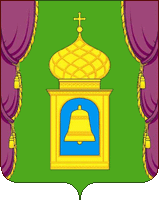
c 2010 по сей день

Решением Совета депутатов городского поселения Пушкино Пушкинского муниципального района Московской области от 24 июня 2010 г. № 94/10/2 «О гербе городского поселения Пушкино Пушкинского муниципального района Московской области» был утвержден новый герб Пушкино. При этом герб, принятый Решениями от 29.12.2008 № 180/35, от 23.07.2009 № 253/44 и от 27.08.2009 № 268/46, был объявлен утратившим силу.

Геральдическое описание герба городского поселения Пушкино гласит:
В зелёном поле между свисающими по сторонам пурпурными пологами с золотой бахромой, подхваченными выходящими из-за края щита завязками пурпурного цвета с золотыми кистями — золотой верхний ярус колокольни с церковной главкой, завершённой четырёхконечным, узорным на концах крестом и с одной видимой аркой, заполненной лазурью и обременённой колоколом того же металла.
Авторская группа: Григорий Китайгородский (Пушкино), Александр Колотилов (Пушкино), Олег Агафонов (Москва), Сергей Несветайло (Москва), Константин Моченов (Химки), Владимир Спиридонов (Пушкино), Кирилл Переходенко (Конаково).
Художник и компьютерный дизайн: Оксана Афанасьева (Москва).